# Rusinowa

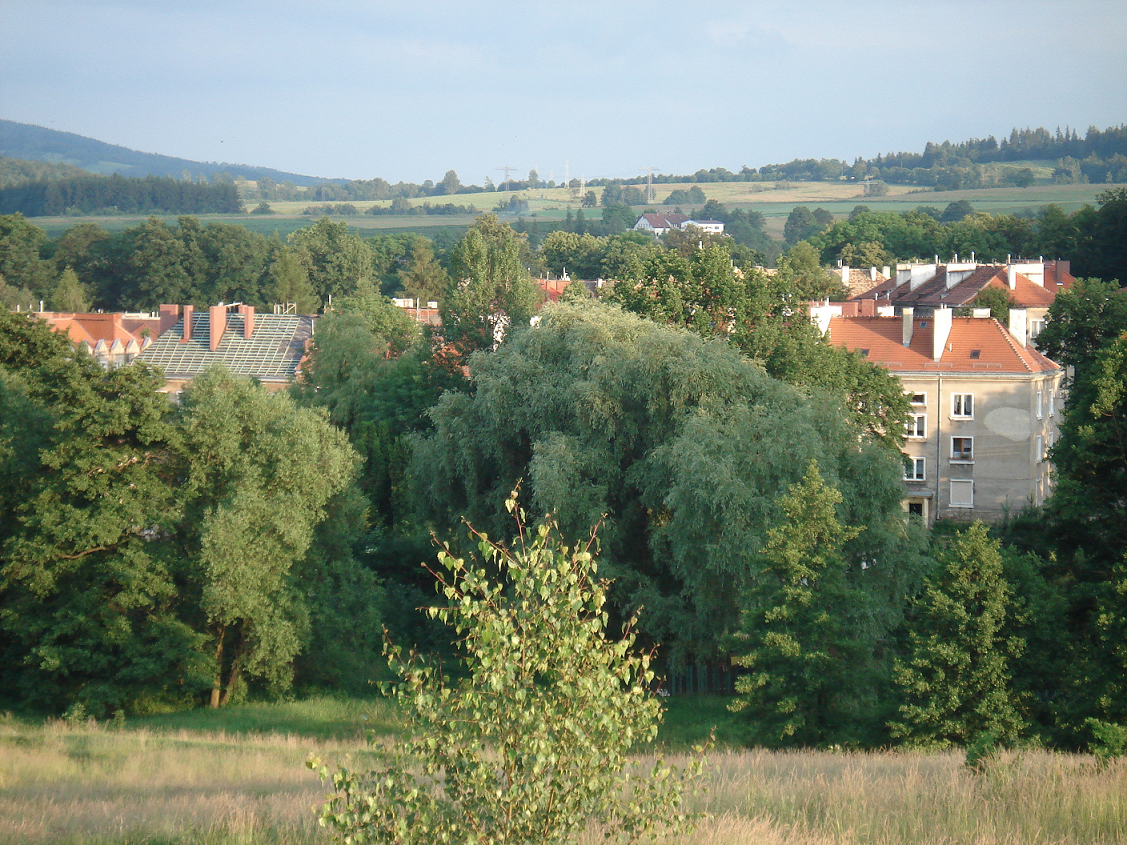
Rusinowa

Rusinowa (deutsch Reußendorf auch: Reußendorf b. Waldenburg) ist ein Ortsteil der Großstadt Wałbrzych (deutsch Waldenburg) in der Woiwodschaft Niederschlesien in Polen. 

## Geographie
Rusinowa liegt im Osten des Waldenburger Berglands. Nachbarorte sind Nowy Julianów (Neu Juliansdorf) im Norden, Dziećmorowice, Zagórze Śląskie und Podlesie (Wäldchen) im Südosten und Kamieńsk (Steingrund) sowie Jedlina-Zdrój im Süden. Südwestlich liegen der Stadtteil Dzietrzychów (Dittersbach) sowie die Burg Neuhaus, westlich der Stadtteil Nowe Miasto (Neustadt).

## Geschichte
Reußendorf wurde erstmals 1305 im Breslauer Zehntregister „Liber fundationis episcopatus Vratislaviensis“ als „villa ottonis“ erwähnt. Für das Jahr 1361 ist ein Nickel von „Ottendorf“ belegt. Ab Ende des 14. Jahrhunderts bürgerte sich der Name „Reußendorf“ ein. Es gehörte zum Burgbezirk der Kynsburg im Herzogtum Schweidnitz und gelangte mit diesem zusammen 1368 an die Krone Böhmen. Für das Jahr 1493 ist es in einem Besitzverzeichnis der Familie von Czettritz enthalten. 1576 sind zwölf Bauern und 1601 der erste Hausweber belegt. 
Nach dem Ersten Schlesischen Krieg 1742 fiel Reußendorf zusammen mit fast ganz Schlesien an Preußen. 1765 begann die Steinkohlenförderung, die im Laufe der Zeit in den Gruben „Gnade Gottes“, „Hubert“, „Glück auf“, „Cäsar“ und „Bergrecht“ erfolgte. Nach der Neugliederung Preußens gehörte Reußendorf seit 1815 zur Provinz Schlesien und war ab 1816 dem Landkreis Waldenburg eingegliedert, mit dem es bis 1945 verbunden blieb. 1818 bestand Reußendorf aus 839 Einwohnern und die Kolonie Neukraußendorf aus 193 Einwohnern. Anfang des 19. Jahrhunderts war das Schloss Reußendorf im Besitz eines Wolfgang Moritz von Krauhs (Crauß). Wirtschaftliche Bedeutung erlangte im 19. Jahrhundert die Hausweberei, die 1825 an 54 Webstühlen betrieben wurde. 1876 waren es nur noch 24 Webstühle.
Seit 1874 war die Landgemeinde Reußendorf Sitz des gleichnamigen Amtsbezirks, zu dem auch die Landgemeinde Steingrund (Kamieńsk) sowie der Gutsbezirk Reussendorf gehörten. 1933 erhielt Reußendorf Anschluss an die Waldenburger Kreisbahn. 1939 betrug die Zahl der Einwohner einschließlich Neukraußendorf 3.376. 
Als Folge des Zweiten Weltkriegs fiel Reußendorf 1945 wie fast ganz Schlesien an Polen und wurde in Rusinowa umbenannt. Die deutsche Bevölkerung wurde vertrieben. Die neuen Bewohner waren zum Teil Heimatvertriebene aus Ostpolen. 1950 wurde Rusinowa in die Stadt Wałbrzych eingemeindet. 1975–1998 gehörte Rusinowa zur Woiwodschaft Wałbrzych.

## Sehenswürdigkeiten

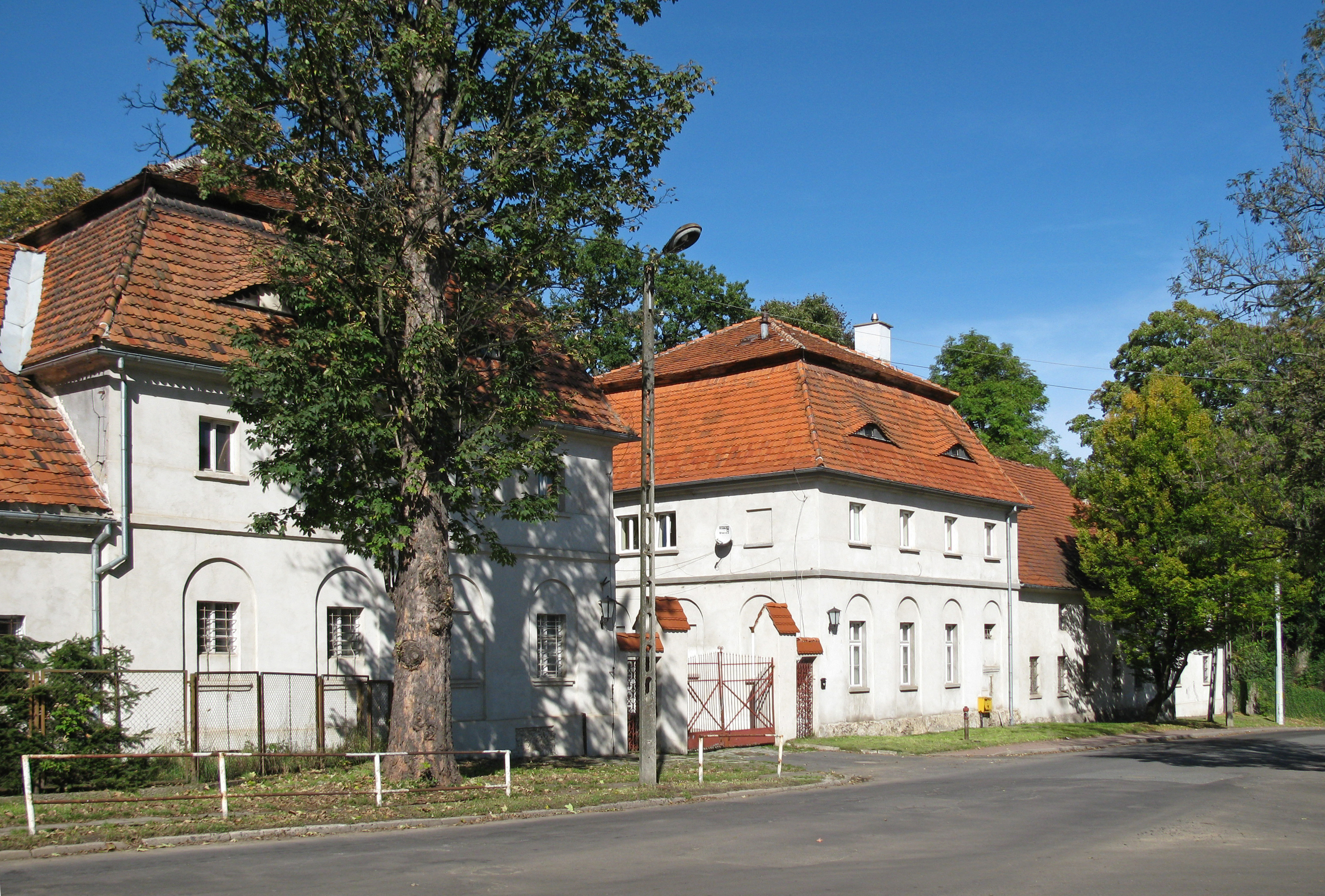
Das Schloss

- Das Schloss Reußendorf diente seit 1888 dem Porzellanfabrikanten Egmont Tielsch, dem Erben und Besitzer der Porzellan-Manufaktur C. Tielsch & Co., als Familiensitz. Nach dem Übergang an Polen wurde es nach 1945 als Waisenheim und Schule genutzt. Im ehemaligen Schlossgarten befindet sich ein Freibad.